# Debora Ballarini
Debora Ballarini (Ravenna, 22 luglio 1987) è una rugbista a 15 italiana, tallonatrice del Riviera.

## Biografia
Proveniente da Ravenna, esordì nel rugby a ventun anni nel 2008 nelle file delle femminili del Pesaro occupando entrambi i ruoli di prima linea di pilone e tallonatrice.
Nel 2011 entrò tra le osservate in ottica di impiego nell'Italia femminile e, il 29 ottobre di quell'anno, debuttò in nazionale a Nizza in un test match contro la Francia; nel 2012 passò al Riviera del Brenta , squadra di Mira, in Laguna veneta, con cui si aggiudicò lo scudetto alla prima stagione giocando nel ruolo di tre quarti centro; prese parte ai Sei Nazioni del 2012, 2013 e 2014, competizione quest'ultima alla quale risalgono le sue più recenti apparizioni internazionali.

## Palmarès
- Campionati italiani: 1
Riviera: 2012-13